# Řečík lentišek

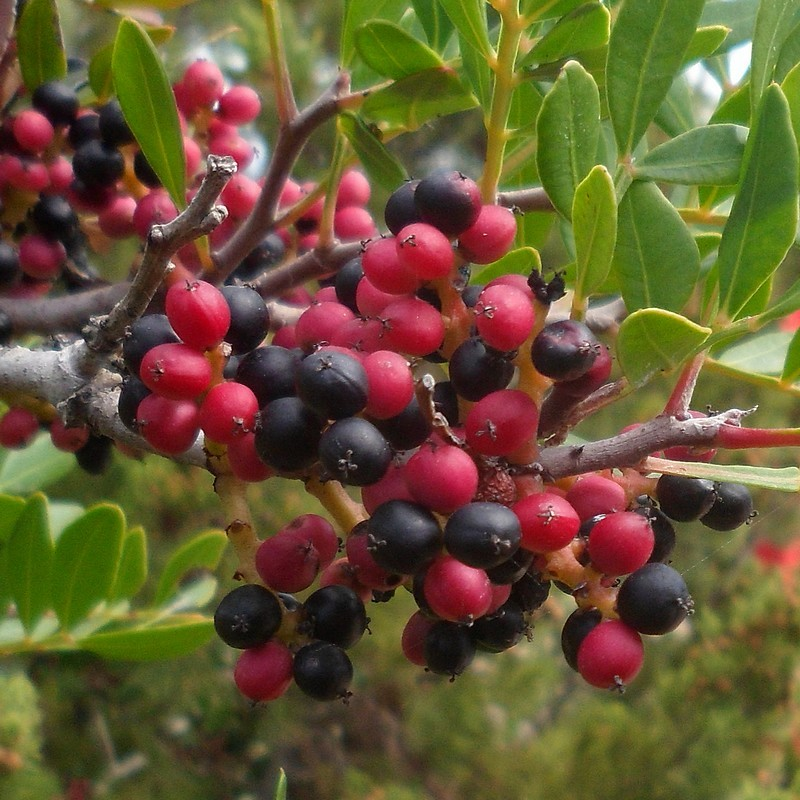
Zrající plody

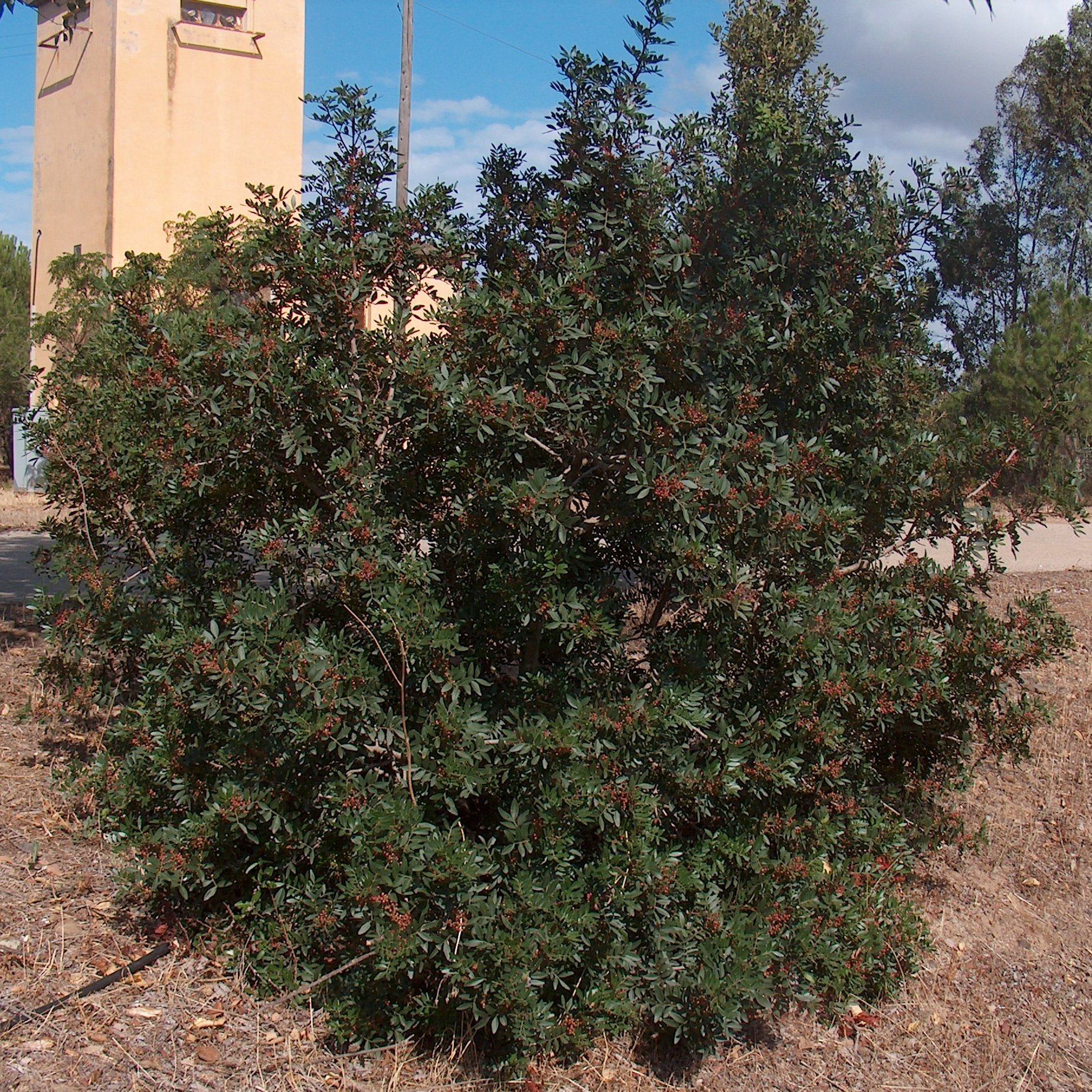
Keř

Řečík lentišek (Pistacia lentiscus) je stálezelený, dvoudomý, nízký strom nebo keř, který se původně vyskytuje jako součást středomořské a severoafrické makchie. Uměle bývá vysazován jako užitková rostlina poskytující mastichu (někdy zvanou mastix), pryskyřici vytékající ze záměrně poraněného místa.

## Rozšíření
Na evropské straně Středozemního moře je domácím druhem ve Španělsku (včetně Baleárských a Kanárských ostrovů), Portugalsku, Francii (včetně Korsiky), Itálii (včetně Sicílie a Sardinie), Albánii, na území bývalé Jugoslávie, v Řecku (včetně Kréty a ostrovů v Egejském moři) a na Kypru. Na africké straně Středozemního moře roste v Maroku, Alžírsku, Tunisku, Libyi a Egyptě. Na východě středomořské oblasti, v jihozápadní Asii, se přirozeně vyskytuje v Turecku, Libanonu, Sýrii a Izraeli.

## Ekologie
Vyrůstá na suchých, málo úrodných, pro zemědělské obdělávaní nevhodných kamenitých půdách, v oblastech s malými dešťovými srážkami. Vyhovují mu místa s teplým podnebím, kde v zimním období nebývá vlhko a chladno, natož mráz. Bez úhony snese pouze krátkodobě pokles teploty k 0 °C, při mrazu mu opadávají listy, namrzají větve i plytce uložené kořeny. Upřednostňuje dobře osvětlená stanoviště, kvete od poloviny března do konce dubna, plody dozrávají po pěti až sedmi týdnech od nástupu kvetení. Tato dřevina roste velmi pomalu a dožívá se více než sta roků.

## Popis
Stálezelený, dvoudomý, aromatický, blízko u země rozvětvující se strom nebo hustý keř, který nebývá vyšší než 5 m. Je porostlý střídavými, sudozpeřenými listy se čtyřmi až dvanácti páry lysých, kožovitých lístků, které na křídlatém vřetenu vyrůstají vstřícně, jsou 1 až 4 cm dlouhé, kopinatého až vejčitého tvaru, po obvodě celokrajné, na líci jsou tmavě zelené a na rubu světlejší. Palisty tyto rostliny nemají. Dřevo kmene i větví je tvrdé a růžově zbarvené.
Jednopohlavné, drobné, pouhé 2 až 3 mm velké květy vyrůstají v úžlabních květenstvích hroznech. Jsou bezobalné, mají však drobné listeny a větší listence, které bývají někdy považované za kalich a korunu. Květy jsou zdánlivě oboupohlavné, ale v samičích jsou zakrnělé tyčinky a v samčích pestíky. Samčí květ je načervenalý, má pět tyčinek, které mají krátké, u báze srostlé nitky a červené, vejčité prašníky. Ve žlutém samičím květu je přisedlý, téměř kulovitý, jednodílný semeník s jedním vajíčkem, který je zakončený třemi přisedlými, kulatými bliznami. Květy jsou opylovány větrem.
Plod je asi 4 mm velká peckovice s jediným semenem. Během vývoje mění barvu od zelené přes červenou až po černou, kdy je plně zralý. Plody jsou, vyjma svého estetického vzhledu, bez valného užitku. Obvykle je sezobají ptáci a semena roznesou po okolí. Řečík lentišek se v případě potřeby může rozmnožit na jaře vysetými semeny nebo v létě polodřevitými řízky.

## Význam
Od šestého roku věku se dřevinám začíná nařezávat kůra do hloubky 2 až 4 cm a následně se jímá vytékající čirá pryskyřice, masticha, která na vzduchu pomalu tuhne. Hojně ji produkují jedinci starší nejméně patnácti let, po sedmdesátce bývá její výron již minimální. Průměrný strom dává ročně 150 až 180 gramů surové mastichy, samčí stromy jsou výkonnější. Výnos je ovlivňován polohou stromu, složením, strukturou půdy i pravidelným okopáváním a hnojením. Masticha se od starověku používá jako přírodní žvýkačka pro osvěžení dechu a k desinfekci úst, jako kadidlo při bohoslužbách, v parfumérii a na Blízkém východě také v cukrářství, v jižní Evropě k ochucování likérů; používá se také při onemocnění trávicí soustavy.
Z mastichy se destilací získává esenciální olej. Je to světle žlutá kapalina s charakteristickou dřevitou, balzámovou vůní a s lehkým nádechem borovice. Je netoxický a nedráždivý, má antimikrobiální (dezinfekční), antiseptické, antiparazitární a stimulační vlastnosti, je vhodný na podporu vykašlávání. Je doporučovaným prostředkem při léčbě ekzémů a jiných nemocí kůže. Používá se jako vonná složka v kosmetice a parfumérií. Někdy se k jeho výrobě používají i listy a mladé větvičky.
Více o produkci a využití pryskyřice z řečíku lentišku je v článku masticha.